# Ga La Thành
Ga La Thành là một trong những nhà ga tàu điện của Tuyến đường sắt đô thị Cát Linh - Hà Đông, nằm phố Hoàng Cầu, phường Ô Chợ Dừa, quận Đống Đa, Hà Nội.

## Lịch sử
- 6 tháng 11 năm 2021: Đi vào hoạt động với việc khánh thành Tuyến số 2A: Cát Linh – Hà Đông [2][3]

## Bố trí ga

### Tuyến 2A
| 2F Tầng ke ga                   | Ke ga bên, cửa sẽ mở ở bên phải                                          | Ke ga bên, cửa sẽ mở ở bên phải                                         |
| Ke ga 1                         | ← T2A Tuyến 2A đi Cát Linh (Ga cuối) Chuyển sang T3 Tuyến 3 ở ga kế tiếp |                                                                         |
| Ke ga 2                         | T2A Tuyến 2A đi Thái Hà (Hướng đi Yên Nghĩa) →                           |                                                                         |
| Ke ga bên, cửa sẽ mở ở bên phải |                                                                          |                                                                         |
| 1F Tầng trung chuyển            | Tầng 1                                                                   | Khu bán vé, khu thương mại, khu kỹ thuật, lối lên xuống và cổng soát vé |
| G                               | Mặt đất                                                                  | Lối lên xuống                                                           |

## Xung quanh nhà ga
- Quận Uỷ - Hội Đồng Nhân Dân - Uỷ Ban Nhân Dân quận Đống Đa
- Nhà khách Quốc hội
- Học viện Âm nhạc Quốc gia Việt Nam
- Trạm Y tế phường Ô Chợ Dừa
- Phòng khám chuyên khoa Dinh dưỡng VIAM
- Trường Đại học Văn hóa Hà Nội
- Trường Đại học Mỹ thuật Công nghiệp

## Hình ảnh

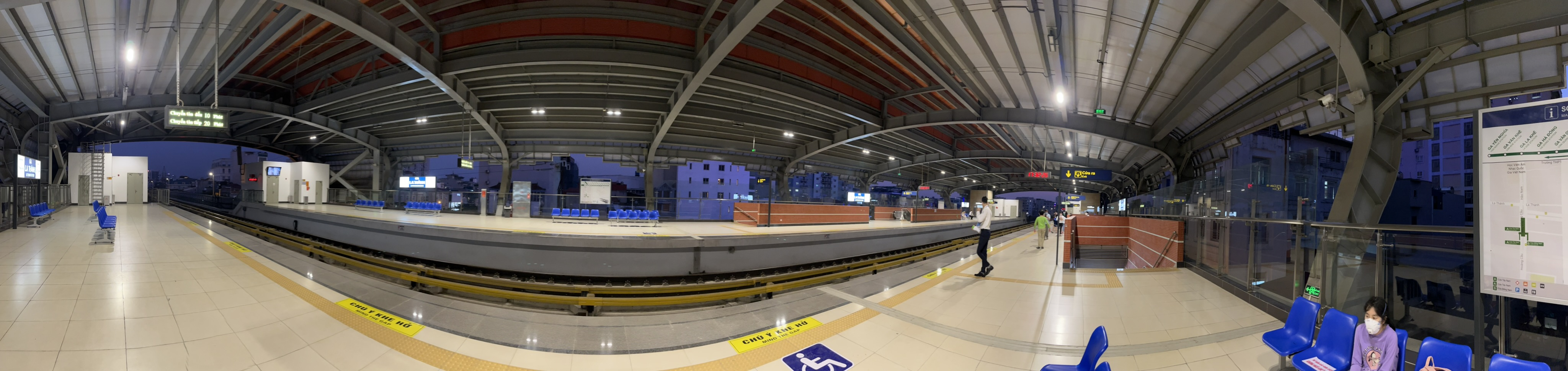
Góc ảnh rộng trên sân ga La Thành.

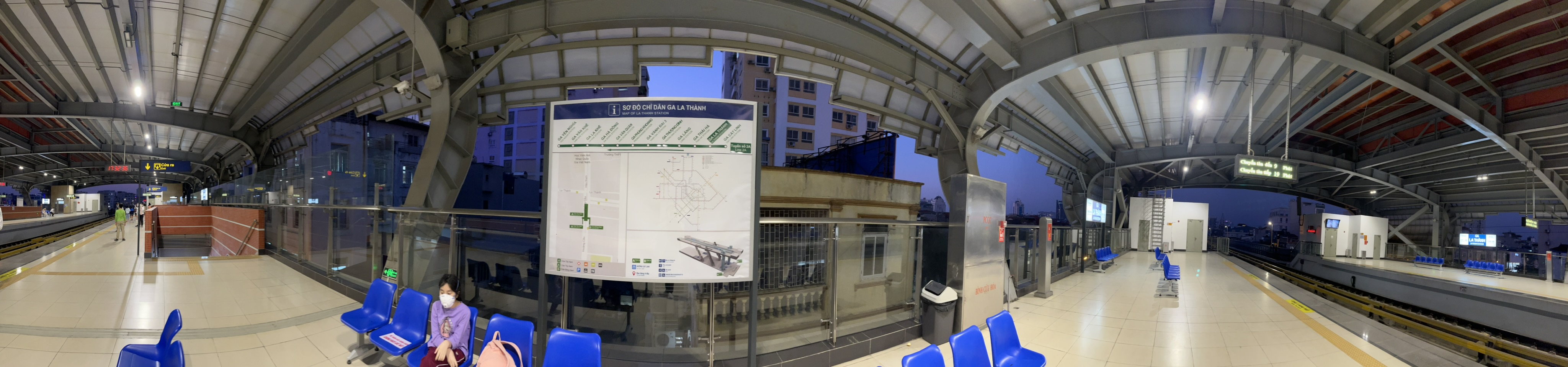
Góc ảnh rộng khác trên sân ga La Thành.

### Hệ thống xe buýt
| Tuyến xe buýt                                             | Lộ trình |
| 23-25 Hoàng Cầu                                           | 23-25 Hoàng Cầu                                                                                                   |
| --------------------------------------------------------- | --- |
| 23(Nguyễn Công Trứ - Nguyễn Công Trứ)                     | Nguyễn Công Trứ - ... - Hoàng Cầu - ... - Nguyễn Công Trứ                                                         |
| 30(Bến xe Mỹ Đình - KĐT Gamuda Gardens)                   | Bến xe Mỹ Đình - ... - Hoàng Cầu - Ô Chợ Dừa - ... - Khu đô thị Gamuda Gardens                                    |
| 30CT(Bến xe Mỹ Đình - KĐT Gamuda Gardens)                 | Bến xe Mỹ Đình - ... - Hoàng Cầu - Ô Chợ Dừa - ... - Khu đô thị Gamuda Gardens                                    |
| 50(KĐT Vân Canh - Long Biên)                              | KĐT Vân Canh - ... - Hoàng Cầu - ... - Điểm trung chuyển Long Biên                                                |
| 144(Trần Khánh Dư - Đại học Mỏ)                           | Trần Khánh Dư - ... - Hoàng Cầu -... - Đại học Mỏ                                                                 |
| 109 Ô Chợ Dừa                                             | |
| 25(Bệnh viện Bệnh nhiệt đới TƯ cơ sở 2 - Bến xe Giáp Bát) | Bệnh viện Bệnh nhiệt đới TƯ cơ sở 2 - ... - Ô Chợ Dừa - ... - Bến xe Giáp Bát                                     |
| 28(Đại học Mỏ - Bến xe Nước Ngầm)                         | Đại học Mỏ - ... - La Thành - Ô Chợ Dừa - ... - Bến xe Nước ngầm                                                  |
| 30(Bến xe Mỹ Đình - KĐT Gamuda Gardens)                   | Bến xe Mỹ Đình - ... - Hoàng Cầu - Ô Chợ Dừa - ... - Khu đô thị Gamuda Gardens                                    |
| 30CT(Bến xe Mỹ Đình - KĐT Gamuda Gardens)                 | Bến xe Mỹ Đình - ... - Hoàng Cầu - Ô Chợ Dừa - ... - Khu đô thị Gamuda Gardens                                    |
| 49(Nhổn - Trần Khánh Dư)                                  | Nhổn - ... - Ô Chợ Dừa - ... - Trần Khánh Dư                                                                      |
| 99(Kim Mã - Ngũ Hiệp)                                     | Kim Mã - ... - Ô Chợ Dừa - ... - Bến xe Giáp Bát - Ga Giáp Bát - ... - Đối diện bến xe Nước Ngầm - ... - Ngũ Hiệp |
| 142(Nam Thăng Long - Vincom Long Biên)                    | Nam Thăng Long - ... - Ô Chợ Dừa - Xã Đàn - ... - Cầu Vĩnh Tuy - ... - Vincom Long Biên                           |
| 94 Ô Chợ Dừa                                              | |
| 25(Bến xe Giáp Bát - Bệnh viện Bệnh nhiệt đới TƯ cơ sở 2) | Bến xe Giáp Bát - ... - Ô Chợ Dừa - ... - Bệnh viện Bệnh nhiệt đới TƯ cơ sở 2                                     |
| 28(Bến xe Nước Ngầm - Đại học Mỏ)                         | Bến xe Nước ngầm - ... - Ô Chợ Dừa - La Thành - ... - Đại học Mỏ                                                  |
| 30(KĐT Gamuda Gardens - Bến xe Mỹ Đình)                   | Khu đô thị Gamuda Gardens - ... - Ô Chợ Dừa - Hoàng Cầu - ... - Bến xe Mỹ Đình                                    |
| 30CT(KĐT Gamuda Gardens - Bến xe Mỹ Đình)                 | Khu đô thị Gamuda Gardens - ... - Ô Chợ Dừa - Hoàng Cầu - ... - Bến xe Mỹ Đình                                    |
| 49(Trần Khánh Dư - Nhổn)                                  | Trần Khánh Dư - ... - Ô Chợ Dừa - ... - Nhổn                                                                      |
| 99(Ngũ Hiệp - Kim Mã)                                     | Ngũ Hiệp - Bến xe Nước Ngầm - ... - Dải đỗ số 2 bến xe Giáp Bát - ... - Ô Chợ Dừa - ... - Kim Mã                  |
| 142(Vincom Long Biên - Nam Thăng Long)                    | Vincom Long Biên - ... - Cầu Vĩnh Tuy - ... - Xã Đàn - Ô Chợ Dừa - ... Nam Thăng Long                             |